# Дистрикт 13
Дистрикт 13 (фр. Banlieue 13) француски је акциони филм из 2004. године, у режији Пјера Морела. Продуцент је Лик Бесон. Филм је снимљен без компјутерских ефеката.

## Радња
Дистрикт 13 је сиромашно предграђе Париза. У том округу као и у другим сиромашним предграђима преовладавали су насиље, дрога и организовани криминал. У немогућности да контролишу Б13, власти су изградиле висок зид са бодљикавом жицом око њега. Грађани нису имали полицијску заштиту, и нису имали могућности да се образују. У том округу је живело 2 милиона људи, због чега су били пунктови са полицијом око њега како би контролисали ко улази односно излази из округа. Б13 бива преплављен тешким дрогама као што је хероин и под потпуном контролом гангстера. Радња филма почиње тако што је Леито украо дрогу од највећег гангстера тог округа, Тахе. Таха шаље свог човека који је са собом повео групицу људи, како би вратили дрогу Тахи. У међувремену Леито уништава дрогу, тако што је просипа у каду и ставља много хемикалија. Успева да побегне од Тахиних људи. Пошто су се вратили без дроге,Таха је због неуспелог покушаја, убијао све редом који нису имали идеју како да врате дрогу. К2 се сетио да Леито има сестру Лолу, Таха је послао К2 да киднапује Леитову сестру. Пошто је Леито био корак испред Тахе, успео је да уђе у његову базу и киднапује Таху како би спасао Лолу.
Узео му је неколико килограма хероина и однео у полицијску станицу, један пункт који је био у округу Б13. За Тахом су пошле и све његове присталице, посто је полиција схватила да је у мањем броју, Таху су пустили, он је са собом одвео Лолу а Леита су ухапсили. Због беса Леито успева да убије шефа станице, својим вештинама паркура и за то добија казну да одлежи у затвору. Шест месеци касније изван Б13 у богатим областима Париза, прерушени полицајац, капетан Дамјан Томазо, успева да ухапси у казину Царсмонтија, гангстера који га поседује. После тога Дамјан добија задатак од шефа, секретара Француске одбране господина Кругера. Речено му је да је Таха украо бомбу која је постављена да експлодира 24 часа после активирања.
Његов задатак је био да избави и убеди Леита који је био у затвору месецима да га одведе у базу Тахе, како би деактивирао бомбу. Дамјан покушава да приђе Леиту маскиран у затвореника како би заједно побегли у Б13. Леито је схватио да је Дамјан полицајац, везује га лисицама у комбију за волан и напушта га. Након борбе са разбојницима, међу којима га је Леито оставио Дамјан успева да побегне и да га нађе да му призна истину. Они се удружују како би деактивирали бомбу и спасили Лолу. Како би то учинили улазе у Тахину базу и предају му се. Тамо сазнају како је Таха опремио бомбу са једном бојовом главом и за њен лансер је била везана Лола. Окренуо је према центру Париза, спремном за лансирање, како би уцењивао владу са њом.
Таха захтева велику своту новца како је не би лансирао, али влада није имала одакле да да толико новца. Леито и Дамјан смишљају план за бекство, како би успели у свом задатку. У међувремену његови људи сазнају да је он остао без новца који је чувао у банкама на Бахамима и другим местимма. А пошто је остао без новца, његови људи га убијају. К2 постаје нови лидер банде и склапа краткотрајно примирје са Леитом и Дамјаном и пусти да деактивирају бомбу и спасу Лолу. Али бомба је била на највишој згради округа, Таха је оставио човека који је блокирао приступ бомби. Док су се пели на зграду, налетели су на њега, после неуспелог покушаја Дамјана да га савлада, Леито је успео помоћу једног кабла и паркур вештина да савлада и веже тог Тахиног човека. Дамјан видевши то, узима један блок са земље и удара га у главу како би га убио. Након победе, Леито и Дамјан одлазе до бомбе и Дамјан ту позива свог шефа као би му издиктирао шифру за деактивирање. Док је прича шифру 929379Б13, Леито је схватио да је то шифра за активирање, 9293 је позивни број, 79 као датум тог дана и Б13 као округ. Леито покушава да га спречи и ту настаје опака борба између њих двојице.
Успевши да спрече Дамјана, Леито и Лола тиме доказују да је Леито био у праву. Њих двојица доносе бомбу у владу и стављају је на Кругеров сто, како би га присилили да призна да је планирао да дигне у ваздух цео Дистрикт 13 ко и све његове становнике. Док је Кругер потврђивао, био је сниман камером, након чега је то емитовано на свим телевизијама широм француске. Због тог скандала, Кругер бива смењен са власти. Дамјан испраћа Леита и Лолу у Дистрикт 13 и од њега сазнају да ће у округу Б13 опет радити све школе и полицијске станице.

## Улоге
| Глумац               | Улога         |
| -------------------- | ------------- |
| David Belle          | Леито         |
| Cyril Raffaelli      | Дамјан Томазо |
| Tony D'Amario        | К2            |
| Dany Verissimo-Petit | Лола          |
| Bibi Naceri          | Таха          |
| François Chattot     | Кригер        |
| Jérôme Gadner        | K2 boy 1      |

## Локације
Филм је сниман у Француској, Румунији и Србији:
- Париз, Француска,
- Медија Про Студио, Букурешт, Румунија,
- Питешти, Румунија,
- Блок 61 Београд, Србија.